# Småsjöarna, Dalarna
Småsjöarna är en sjö i Älvdalens kommun i Dalarna och ingår i Dalälvens huvudavrinningsområde. Sjön har en area på 0,453 kvadratkilometer och ligger 740,1 meter över havet. Sjön avvattnas av vattendraget Harundan. Vid provfiske har abborre, elritsa, gädda och sik fångats i sjön.

## Delavrinningsområde
Småsjöarna ingår i det delavrinningsområde (688468-134649) som SMHI kallar för Utloppet av Småsjöarna H 739. Medelhöjden är 777 meter över havet och ytan är 3,69 kvadratkilometer. Räknas de 2 avrinningsområdena uppströms in blir den ackumulerade arean 16,44 kvadratkilometer. Harundan som avvattnar avrinningsområdet har biflödesordning 4, vilket innebär att vattnet flödar genom totalt 4 vattendrag innan det når havet efter 503 kilometer. Avrinningsområdet består mestadels av skog (85 procent). Avrinningsområdet har 0,45 kvadratkilometer vattenytor vilket ger det en sjöprocent på 12,1 procent.